# La casa de azúcar
La casa de azúcar, cuyo nombre original es A Casa de Açúcar es una película coproducción de Brasil y Argentina filmada en colores dirigida por Carlos Hugo Christensen sobre su propio guion escrito según la novela homónima de Silvina Ocampo que se comenzó a rodar en 1996 pero quedó inconclusa. Tuvo como actores principales a   Andrea Murucci,  Marcelo Antony, Roberto Carnaghi, Ivo Cutzarida y Marta Bianchi.

## Sinopsis
Después que una pareja recién casada se muda a una casa pintada de blanco, se presenta la antigua dueña y comienzan las complicaciones MAL
.

## Reparto
Participaron del filme los siguientes intérpretes:
- Andrea Murucci
- Marcelo Antony
- Roberto Carnaghi
- Ivo Cutzarida
- Marta Bianchi
- Paula Christensen
- Gracindo Júnior
- Oswaldo Louzada
- Eduardo Moscovis
- Odilon Wagner

## Comentario
Proyectada para ser la primera coproducción del Acuerdo Mercosur, las indecisiones de los países del acuerdo dilataron por años su conclusión. Cuando en 1999 triunfó en las elecciones de Argentina una coalición opuesta al Partido Justicialista que había gobernado hasta entonces, Christensen manifestó su disposición para finalizar la película, pero con su fallecimiento el 30 de noviembre de ese año el filme quedó trunco en la etapa de postproducción.